# Список девізів штатів і територій США
За традицією, успадкованою від колоніальних часів, усі 50 північноамериканських штатів, а також ряд підлеглих США територій і округ Колумбія мають власні девізи (у тому числі прийняті на рівні законодавства штату) англійською, латинською або іншою мовою. Національний девіз Сполучених Штатів Америки — In God We Trust («На Бога уповаємо») — прийнятий Конгресом США і затверджений указом президента США Дуайта Ейзенхауера від 30 липня 1956 року. Латинський вислів E Pluribus Unum («З багатьох — єдине»), який з 1782 року фігурує на аверсі Великої печатки США, не має законодавчо затвердженого статусу національного девізу. 
У штату Південна Кароліна два офіційних латинських девізи; у штату Кентуккі також два девізи  — латинський і англійський. У решти штатів і територій  — за винятком Північних Маріанських Островів, які не мають офіційно прийнятих символічних висловів  — по одному девізу. Найбільш популярні мови девізів  — англійська і латинська (у 25 і 23 штатів і територій відповідно); вісім штатів і територій мають девізи на восьми інших мовах. Девізи восьми штатів і двох територій наведені на пам'ятних двадцатип'ятицентівках 50 штатів; девізи 38 штатів і чотирьох територій фігурують на офіційних печатках штатів США. 
Скрізь, де можливо, як дати прийняття девізів вказані роки їх першого офіційного вжитку. Для неофіційних девізів, присутніх на печатці штату, вказана дата офіційного затвердження печатки. Найстаріший з нині прийнятих девізів штатів і територій США  — девіз вільно асоційованої держави Пуерто-Рико (лат. Joannes Est Nomen Eius, «Іоанн — ім'я його»), затверджений у період іспанського панування над островом 1511 року.

«Ніщо без Провидіння[en]» — девіз Колорадо на офіційній печатці штату[en]
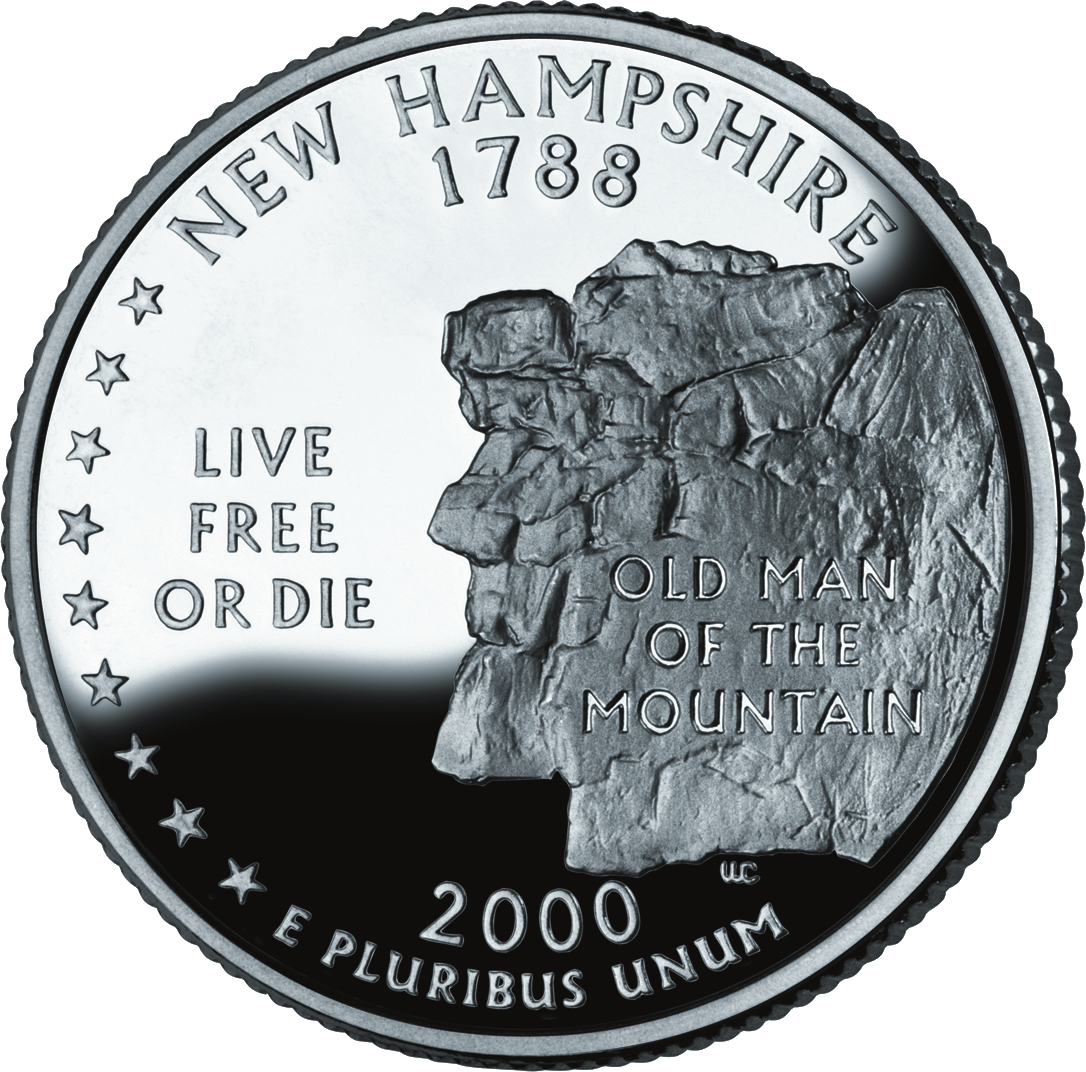
«Живи вільним або умри» — девіз Нью-Гемпшира на двадцатип'ятицентівці штату
«Еврика» — девіз Каліфорнії на офіційній печатці штату
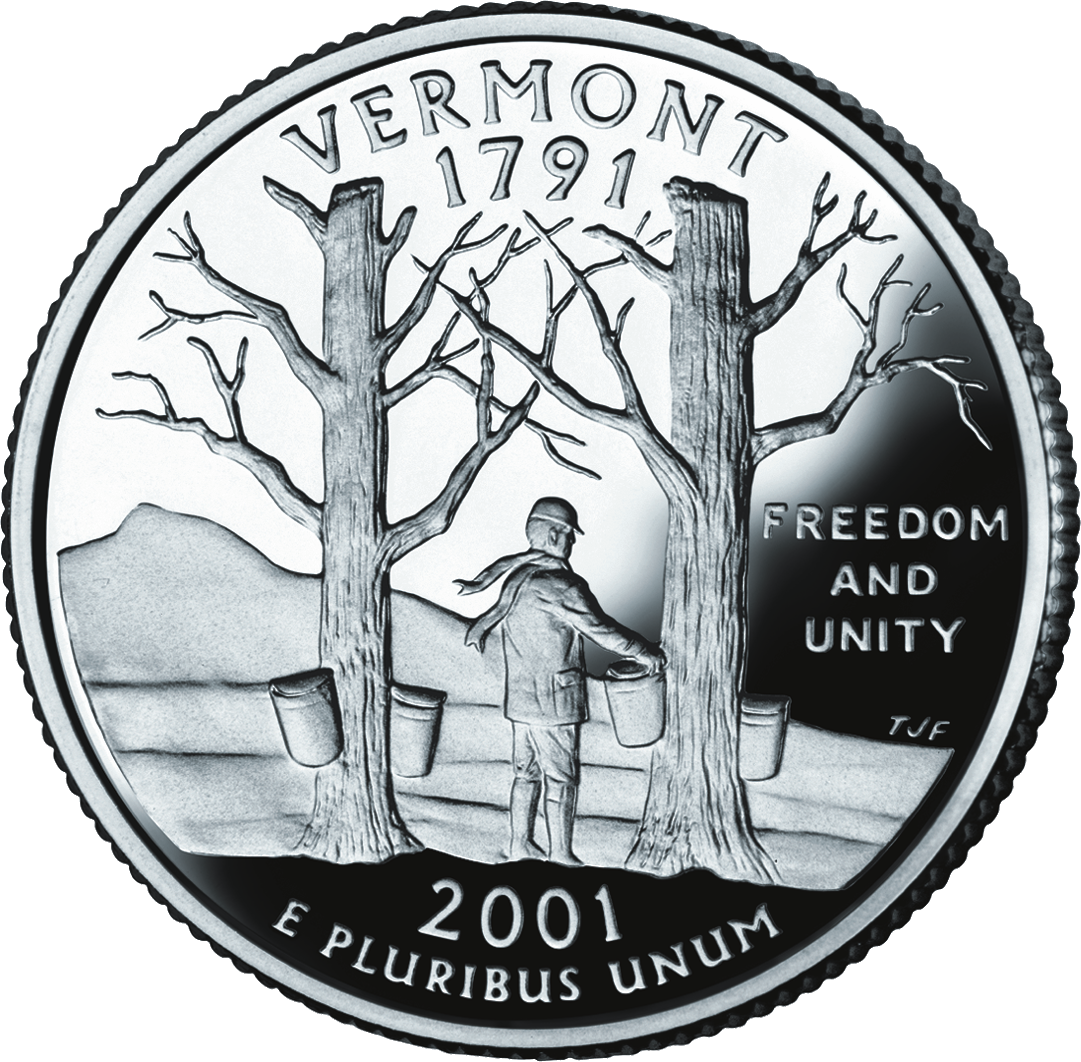
«Свобода та єдність» — девіз Вермонта на двадцатип'ятицентівці штату
«На Бога уповаємо» — девіз Флориди на офіційній печатці штату
«До зірок через терни» — девіз Канзасу на офіційній печатці штату

## Девізи
| Штат                            | Девіз                                                   | Переклад                                                                  | Мова                 | Прийнятий        | *                              |
| ------------------------------- | ------------------------------------------------------- | ------------------------------------------------------------------------- | -------------------- | ---------------- | ------------------------------ |
| Айдахо                          | Esto Perpetua                                           | Буде завжди                                                               | латинська            | 1890             | [ 6 ] [ 7 ]                    |
| Айова                           | Our Liberties We Prize and Our Rights We Will Maintain  | Ми цінуємо наші свободи і збережемо наші права                            | англійська           | 1847             | [ 8 ] [ 7 ]                    |
| Алабама                         | Audemus Jura Nostra Defendere                           | Ми захищаємо наші права                                                   | латинська            | 1923             | [ 9 ] [ 7 ]                    |
| Аляска                          | North to the Future                                     | На північ у майбутнє                                                      | англійська           | 1967             | [ 10 ] [ 7 ]                   |
| Американське Самоа              | Samoa, Muamua Le Atua                                   | Самоа, нехай першим буде Бог                                              | самоанська           | 1973             | [ 11 ] [ 12 ]                  |
| Американські Віргінські Острови | United in Pride and Hope                                | Єдині в гордості та надії                                                 | англійська           | 1 січня 1991     | [ 13 ] [ 12 ]                  |
| Аризона                         | Ditat Deus                                              | Господь збагачує                                                          | латинська            | 1863             | [ 14 ] [ 15 ] [ 7 ]            |
| Арканзас                        | Regnat Populus                                          | Народ править                                                             | латинська            | 1907             | [ К 2 ] [ 16 ] [ 7 ]           |
| Вайомінг                        | Equal Rights                                            | Рівні права                                                               | англійська           | 1893             | [ 17 ]                         |
| Вашингтон                       | Al-ki                                                   | Мало-помалу                                                               | чинукський жаргон    | —                | [ К 3 ] [ 18 ]                 |
| Вашингтон (округ Колумбія)      | Justitia Omnibus                                        | Правосуддя для всіх                                                       | латинська            | 3 серпня 1871    | [ 19 ] [ 12 ]                  |
| Вермонт                         | Freedom and Unity                                       | Свобода та єдність                                                        | англійська           | 20 лютого 1779   | [ 20 ] [ 7 ]                   |
| Вірджинія                       | Sic semper tyrannis                                     | Така доля тиранів                                                         | латинська            | 1776             | [ 21 ] [ 7 ]                   |
| Вісконсин                       | Forward                                                 | Уперед                                                                    | англійська           | 1851             | [ 22 ]                         |
| Гаваї                           | Ua Mau ke Ea o ka Āina i ka Pono                        | Життя країни увічнюється у справедливості                                 | гавайська            | 31 липня 1843    | [ К 4 ] [ 24 ] [ 23 ] [ 7 ]    |
| Гуам                            | Guahan I Tanó ManChamorro                               | Гуам — земля народу чаморро                                               | чаморро              | 1945             | [ 25 ] [ 12 ]                  |
| Делавер                         | Liberty and Independence                                | Свобода та незалежність                                                   | англійська           | 1847             | [ 26 ] [ 7 ]                   |
| Джорджія                        | Wisdom, Justice, and Moderation                         | Мудрість, справедливість та стриманість                                   | англійська           | 1798             | [ 27 ] [ 28 ] [ 7 ]            |
| Західна Вірджинія               | Montani Semper Liberi                                   | Горяни завжди вільні                                                      | латинська            | 26 вересня 1863  | [ 29 ] [ 30 ]                  |
| Іллінойс                        | State Sovereignty, National Union                       | Суверенітет штату, єдність нації                                          | англійська           | 1819             | [ 31 ] [ 7 ]                   |
| Індіана                         | The Crossroads of America                               | Перехрестя Америки                                                        | англійська           | 1937             | [ 32 ] [ 7 ]                   |
| Каліфорнія                      | Eureka (Εὕρηκα, Ηὕρηκα)                                 | Еврика (Я знайшов)                                                        | грецька              | 1849             | [ К 5 ] [ 33 ] [ 7 ]           |
| Канзас                          | Ad Astra per Aspera                                     | До зірок через терни                                                      | латинська            | 1861             | [ 34 ] [ 7 ]                   |
| Кентуккі                        | United We Stand, Divided We Fall Deo Gratiam Habeamus   | В єднанні — сила (Разом ми вистоїмо, порізно — впадемо) Подякуємо Господу | англійська латинська | 1942 2002        | [ 3 ] [ 7 ]                    |
| Колорадо                        | Nil Sine Numine                                         | Ніщо без Провидіння                                                       | латинська            | 5 листопада 1861 | [ 35 ] [ 7 ]                   |
| Коннектикут                     | Qui Transtulit Sustinet                                 | Хто пересадив, той оберігає                                               | латинська            | 9 жовтня 1662    | [ 36 ] [ 7 ]                   |
| Луїзіана                        | Union, Justice, Confidence                              | Союз, справедливість, впевненість                                         | англійська           | 1902             | [ 37 ] [ 7 ]                   |
| Массачусетс                     | Ense petit placidam sub libertate quietem               | Мечем ми встановлюємо мир, але мир під прапором свободи                   | латинська            | 1775             | [ 38 ] [ 7 ]                   |
| Мен                             | Dirigo                                                  | Я направляю                                                               | латинська            | 1820             | [ 39 ] [ 7 ]                   |
| Меріленд                        | Fatti Maschii, Parole Femine                            | Твердість у справах, м'якість у словах                                    | італійська           | 1874             | [ К 6 ] [ 40 ] [ 41 ] [ 7 ]    |
| Міннесота                       | L'Étoile du Nord                                        | Північна зірка                                                            | французька           | 1861             | [ К 7 ] [ 42 ] [ 7 ]           |
| Міссісіпі                       | Virtute et Armis                                        | Доблестю та зброєю                                                        | латинська            | 7 лютого 1894    | [ 43 ] [ 7 ]                   |
| Міссурі                         | Salus Populi Suprema Lex Esto                           | Хай буде вищим законом добробут народу                                    | латинська            | 11 січня 1822    | [ 44 ] [ 7 ]                   |
| Мічиган                         | Si quaeris peninsulam amoenam circumspice               | Якщо шукаєш приємний оку півострів, подивися навколо себе                 | латинська            | 2 червня 1835    | [ К 8 ] [ 45 ] [ 46 ] [ 7 ]    |
| Монтана                         | Oro y plata                                             | Золото та срібло                                                          | іспанська            | 9 лютого 1865    | [ 47 ] [ 7 ]                   |
| Небраска                        | Equality Before the Law                                 | Рівність перед законом                                                    | англійська           | 1867             | [ 48 ] [ 7 ]                   |
| Невада                          | All for Our Country                                     | Усе для нашої країни                                                      | англійська           | 24 лютого 1866   | [ К 9 ] [ 49 ] [ 7 ]           |
| Нью-Гемпшир                     | Live Free or Die                                        | Живи вільним або помри                                                    | англійська           | 1945             | [ 50 ] [ 7 ]                   |
| Нью-Джерсі                      | Liberty and Prosperity                                  | Свобода та процвітання                                                    | англійська           | 26 березня 1928  | [ 51 ] [ 7 ]                   |
| Нью-Йорк                        | Excelsior                                               | Усе вище                                                                  | латинська            | 1778             | [ 52 ] [ 7 ]                   |
| Нью-Мексико                     | Crescit Eundo                                           | Росте на ходу                                                             | латинська            | 1887             | [ К 10 ] [ 53 ] [ 7 ]          |
| Огайо                           | With God, All Things Are Possible                       | З божою допомогою все можливо                                             | англійська           | 1 жовтня 1959    | [ 54 ] [ 7 ]                   |
| Оклахома                        | Labor omnia vincit                                      | Праця перемагає все                                                       | латинська            | 10 березня 1893  | [ К 11 ] [ 57 ] [ 7 ]          |
| Орегон                          | Alis volat propriis                                     | Вона летить на власних крилах                                             | латинська            | 1854             | [ К 12 ] [ К 13 ] [ 58 ]       |
| Пенсільванія                    | Virtue, Liberty, and Independence                       | Доброчесність, свобода та незалежність                                    | англійська           | 1875             | [ 60 ] [ 7 ]                   |
| Південна Дакота                 | Under God the People Rule                               | Влада народу з волі Божої                                                 | англійська           | 1885             | [ 61 ] [ 7 ]                   |
| Південна Кароліна               | Dum Spiro Spero Animis Opibusque Parati                 | Поки дихаю, сподіваюся Готові душею і дією                                | латинська            | 22 травня 1777   | [ 2 ] [ 7 ] [ 62 ]             |
| Північна Дакота                 | Liberty and Union, Now and Forever, One and Inseparable | Свобода і союз, відтепер і назавжди, єдиний і неподільний                 | англійська           | 1889             | [ 63 ]                         |
| Північна Кароліна               | Esse quam videri                                        | Бути, а не здаватися                                                      | латинська            | 1893             | [ 64 ]                         |
| Північні Маріанські Острови     | —                                                       | —                                                                         | —                    | —                | [ 65 ]                         |
| Пуерто-Рико                     | Joannes Est Nomen Eius                                  | Іоанн — ім'я його                                                         | латинська            | 1511             | [ К 14 ] [ К 15 ] [ 5 ] [ 66 ] |
| Род-Айленд                      | Hope                                                    | Надія                                                                     | англійська           | 1644             | [ 67 ] [ 68 ]                  |
| Теннессі                        | Agriculture and Commerce                                | Сільське господарство та комерція                                         | англійська           | 24 травня 1802   | [ К 16 ] [ 69 ]                |
| Техас                           | Friendship                                              | Дружба                                                                    | англійська           | 1930             | [ 70 ]                         |
| Флорида                         | In God We Trust                                         | На Бога уповаємо                                                          | англійська           | 1868             | [ К 17 ] [ 71 ] [ 7 ]          |
| Юта                             | Industry                                                | Старанність                                                               | англійська           | 3 травня 1896    | [ К 18 ] [ К 19 ] [ 75 ]       |